# 512
Évszázadok: 5. század – 6. század – 7. század
Évtizedek: 460-as évek – 470-es évek – 480-as évek – 490-es évek – 500-as évek – 510-es évek – 520-as évek – 530-as évek – 540-es évek – 550-es évek – 560-as évek
Évek: 507 – 508 – 509 – 510 –  511 – 512 – 513 – 514 – 515 – 516 – 517

## Események

### Bizánci Birodalom
- A monofizita I. Anasztasziosz császár feladja korábbi óvatos egyházpolitikáját és nyíltan a khalkédóni hitvallás (miszerint Krisztusnak kettős, isteni és emberi természete van)  ellen fordul. Az előző évi zavargások miatt lemondatja és száműzi Antiokheia pátriárkáját, II. Phlabianoszt. Helyére a monofizita aszkéta szerzetes, Szebérosz (Severus) kerül.
- A monofizita fordulat miatt tüntetések és zavargások törnek ki Konstantinápolyban. A tömeg a visszavonult neves hadvezér, Flavius Aerobindus házához vonul, hogy császárrá kiáltsa ki, de ő elmenekül.
- Elkészül Anasztasziosz fala, amely a Fekete-tengertől a Márvány-tengerig húzódva védi a fővárost a támadásokkal szemben.

### Európa
- Kitör a Vezúv. Theoderic itáliai király adómentességet ad a károsultaknak.
- A gótok visszafoglalják a frankoktól a dél-galliai Rouergue régiót.
- Meghal Oisc, Kent angolszász királya. Utóda fia, Octa.
- Caesarius, Arles püspöke felszenteli Európa egyik első apácazárdáját.

### Ázsia
- Az arab ábécé első ismert alkalmazása egy szíriai háromnyelvű feliraton.

## Születések
- Eutükhiosz, konstantinápolyi pátriárka
- Szent Mór, keresztény szent

## Halálozások
- Oisc, kenti király

## Fordítás
- Ez a szócikk részben vagy egészben  a(z)   512 című angol Wikipédia-szócikk ezen változatának fordításán alapul.  Az eredeti cikk szerkesztőit annak laptörténete sorolja fel. Ez a jelzés csupán a megfogalmazás eredetét és a szerzői jogokat jelzi, nem szolgál a cikkben szereplő információk forrásmegjelöléseként.